# 等方テンソル
等方テンソル（とうほうテンソル）とは、どのような基底に関する成分も値が変わらないテンソルである。すなわち、テンソルに任意の直交変換を行ってもその成分の値が変わらないものである。
等方ベクトル（1階テンソル）は零ベクトル以外に存在しない。すなわちベクトル vi が等方的であるなら、任意の直交変換行列 aij に対して
{\displaystyle v_{i}=a_{ij}v_{j}\iff v_{i}=0}
である。
2階テンソル Tij が等方的であるなら
{\displaystyle T_{ij}=\alpha \delta _{ij}}
が成り立つ。ここでαはスカラー、δはクロネッカーのデルタである。
3階等方テンソルに対しては、エディントンのイプシロンεを用いて
{\displaystyle T_{ijk}=\alpha \epsilon _{ijk}}
4階等方テンソルに対してはスカラーα, β, γに対して
{\displaystyle T_{ijkl}=\alpha \delta _{ij}\delta _{kl}+\beta \delta _{ik}\delta _{jl}+\gamma \delta _{il}\delta _{jk}}
が成り立つ。